# رابرت استیگوود
رابرت استیگوود (انگلیسی: Robert Stigwood؛ زادهٔ ۱۶ آوریل ۱۹۳۴ - درگذشته ۴ ژانویه ۲۰۱۶) یک تهیه‌کننده موسیقی، و تهیه‌کننده فیلم اهل استرالیا بود.

## فیلم‌شناسی
- - گریس
  - Jesus Christ Superstar
  - تامی
  - باگزی مالون (مدیر اجرایی)
  - تب شب یک شنبه
  - لحظه به لحظه
  - گروه کلوپ بی‌کسان گروهبان فلفل
  - میدان تایمز
  - فرار از مرگ
  - گالیپولی
  - گریس ۲
  - اویتا
  - Fame (تهیه‌کننده آهنگ)
  - امپراتوری ضربه می‌زند (تهیه‌کننده آهنگ)